# Rhopalothrix inopinata
Rhopalothrix inopinata é uma espécie de formiga do gênero Rhopalothrix, pertencente à subfamília Myrmicinae.